# شوب مانجال سافدهان
شوب مانجال سافدهان (بالهندية: शुभ मंगल सावधान)‏ (بالإنجليزية: Shubh Mangal Saavdhan)‏ بالعربية معناه دع الزواج يكون مثمرًا هو فيلم كوميديا رومانسية هندي باللغة الهندية عام 2017 من إخراج آر إس براسانا وإنتاج كريشيكا لولا وآناند إل راي. بطولة أيوشمان كورانا وبومي بدنيكار، إنه إعادة إنتاج للفيلم التاميل للمخرج كاليانا سامايل سعدهام (2013). تم إصدار الفيلم في 1 سبتمبر 2017،  وتدور أحداثه حول موديت شارما، الذي على وشك الزواج، وكيفية تعامله مع ضعف الانتصاب مع خطيبته وعائلته.
في حفل توزيع جوائز فيلم فير الثالث والستين، حصل شوب مانجال سافدهان على 5 ترشيحات، بما في ذلك أفضل ممثل (كورانا)، وأفضل ممثلة (بيدنيكار)، وأفضل ممثلة مساعدة (باهوا).
تم إصدار خليفة روحي بعنوان كن حذرا للغاية من الزواج، بطولة كورانا أيضًا في الدور الرئيسي وبيدنيكار في ظهور قصير، في 21 فبراير 2020.

## القصة
تدور القصة حول موديت شارما (أيوشمان كورانا)، وهو فتى من دلهي لديه وظيفة في مجال التسويق، وسوغاندا جوشي (بومي بدنيكار)، وهي فتاة من جورجاون يقع موديت في حبها. موديت خجول بطبيعته، ويحاول كل الطرق الممكنة للتحدث إلى سوغاندا لكنه يفشل. وأخيرًا، يقرر إرسال عرض زواج لها عبر الإنترنت. عندما يلتقي الاثنان أخيرًا، يشعران بالشرارات ويقرران نقلها إلى المستوى التالي. تأخذ سوغاندا بعض الوقت لتقرر ما إذا كانت ستقبل العرض أم لا، ثم تصفه لاحقًا بأنه أول قرار كبير تتخذه في حياتها. ويتم تبادل طلب الزواج الرسمي بين عائلتيهما.
عندما يكون والدا سوغاندا خارج المدينة، يحاول موديت وسوغاندا أن يصبحا حميمين وعندما يصلان أخيرًا إلى السرير، يعلن موديت الذي يبدو غير مرتاح بشكل واضح أنه يحتاج إلى استخدام الحمام. ولكن عندما يعود، يرتدي ملابسه ويتجه نحو الباب الرئيسي. عندما يسأله سوغاندا القلق عن هذا التغيير المفاجئ في الخطط، فإنه ببساطة يلمح إلى مشكلته بمساعدة البسكويت، مما يجعل سوغاندا يدرك أنه يواجه نوبة من ضعف الانتصاب.
يحاول موديت وسوغاندا طرقًا مختلفة لحل المشكلة ولكنهما يفشلان، وعندما يواجه موديت حقيقة زواجه الوشيك، يقرر إلغاءه. هم يتجادلون. الآن، وبعد أن وقعت في الحب بشدة، رفضت سوغاندا إلغاء حفل الزفاف وقالت إنها ستنتظره هو وحفل زفافه في مكان الحفل.
في النهاية، برفقة مجموعة من الأقارب، يغادر موديت إلى هاريدوار حيث من المقرر أن يتم الزواج. أثناء الرحلة، يتلقى موديت باستمرار مكالمات من شخص يزعم أنه شخص طيب ويعرف مشكلته. عندما يصل إلى هاريدوار وتستمر المكالمات، يتلقى سوغاندا المكالمة وينهال بالشتائم على الشخص المجهول قبل أن يدرك فجأة أن صاحب النوايا الحسنة ليس سوى والد سوغاندا.
يأخذ والد زوج موديت المستقبلي ابنته لاستشارة طبيب بيطري يقترح أن السبب هو التوتر. قبل يوم واحد من الزفاف، تحاول سوغاندا وموديت أن يصبحا قريبين من بعضهما البعض مرة أخرى، بتشجيع من الأقارب من كلا جانبي العائلة. عندما خرجوا من الغرفة بعد فترة من الوقت، وجدوا كل فرد من أفراد العائلة ينتظر بفارغ الصبر أن يكون موديت قد فعل "ذلك". يقول موديت أنه نجح في الأداء لكن سوغاندا لا يوافق على ذلك. وتشعر العائلات الآن بقلق عميق.
مع اقتراب موعد الزفاف وتراكم المشاكل والخلافات، يقف موديت إلى جانب سوغاندا وعلاقتهما ضد توقعات الأسرة والمجتمع. حتى أنه يخاطر بحياته من أجل الدفاع عن حب حياته، سوغاندا. يرفض الذكورة السامة ويعرّفان معًا زواجهما كفريق من اللاعبين المتساوين. يتم حفل الزفاف.
في السرد الختامي، يقول سوغاندا أنه لم يحدث شيء (أي أن موديت كان لا يزال يعاني من ضعف الانتصاب على الأرجح) في الليلة الأولى أو شهر العسل، وبعد ذلك انشغلوا ببساطة بحياتهم. وفي أحد الأيام الجميلة، حدث ذلك ببساطة، بينما كانت العائلة بأكملها مشغولة بصلاة.

## الممثلون
- أيوشمان كورانا في دور موديت شارما، زوج سوغاندا [10]
- بومي بدنيكار في دور سوغاندا شارما (ني جوشي)، زوجة موديت
- بريجندرا كالا في دور عم سوغاندا
- سانجاي سينغ في دور أجيت
- نيراج سود هو والد سوغاندا
- سيما بهارجافا بدور فيملا، والدة سوغاندا
- شيتارانجان تريباثي بدور والد موديت
- سوبريا شوكلا بدور والدة موديت
- أنمول باجاج في دور أنو
- راهول شوهان بدور عم موديت جابلو تشاتشا
- شوبانكارفت تريباثي
- أنشول تشوهان في دور جيني
- جوبال دات كطبيب بيطري
- جولزار داستور كموظف متجر
- جيمي شيرغيل في دور نفسه كضيف
- مرينال كإله
- أيوش سيهجال في دور شاب يطير بالطائرات الورقية
- ميهير كإله-2

## إنتاج
تم تصوير الفيلم على نطاق واسع في دلهي وريشيكيش وهاريدوار. تم تعيين أنشول تشوهان للعب دور أفضل صديق لبومي بيدنيكار في الفيلم.

## الموسيقى التصويرية
موسيقى الفيلم من تأليف تانيشك باجشي وفايو، الذي كتب أيضًا كلمات الأغاني. تم إصدار الأغنية الأولى من فيلم "Rocket Saiyyan" التي غناها ريتو باتاك وبريجيش شانديليا وباجشي في 7 أغسطس 2017. الأغنية الثانية "Laddoo" غناها ميكا سينغ وتم إصدارها في 21 أغسطس 2017. تتكون الموسيقى التصويرية للفيلم من خمس أغنيات وتم إصدارها في 25 أغسطس 2017.
جميع الأغاني تم كتابتها وتأليفها بواسطة تانيشك-فايو.
| #  | عنوان            | المدة |
| -- | ---------------- | ----- |
| 1. | "Rocket Saiyyan" | 2:42  |
| 2. | "Laddoo"         | 3:38  |
| 3. | "Kankad"         | 3:16  |
| 4. | "Kanha" (Female) | 3:03  |
| 5. | "Kanha" (Male)   | 3:03  |

## تتمة
بعد النجاح التجاري للفيلم، تم الإعلان عن خليفة روحي بعنوان كن حذرا للغاية من الزواج والذي يعتمد على المثلية الجنسية. أيوشمان كورانا، الممثل الرئيسي، يلعب دور رجل مثلي الجنس في الفيلم. تم إصدار مقطع دعائي في 9 مايو 2019 يوضح موضوع الفيلم. كان من المقرر في البداية إصدار الفيلم في 13 مارس 2020، ولكن تم تأجيل الإصدار إلى 21 فبراير 2020.

## روابط خارجية
- شوب مانجال سافدهان على موقع IMDb (الإنجليزية)
- شوب مانجال سافدهان على موقع روتن توميتوز (الإنجليزية)
- شوب مانجال سافدهان على موقع بوكس أوفيس موجو (الإنجليزية)
- شوب مانجال سافدهان على موقع قاعدة بيانات الفيلم (الإنجليزية)
- شوب مانجال سافدهان على موقع ليتربوكسد (الإنجليزية)